# 黎玉原绒
黎玉原绒（Lê Ngọc Nguyên Nhung，1984年2月12日—），越南女子羽毛球運動員。

## 簡歷
2008年，黎玉原绒代表越南出戰北京奥运会羽毛球女子單打比賽，在首圈以2比0（21-13、21-13）擊敗斯里蘭卡的蒂利妮·贾亚辛哈；但在次圈卻以0比2（7-21、12-21）負於日本的廣瀨榮理子出局。

## 主要比賽成績
只列出曾進入準決賽的國際賽事成績：
| 年份   | 賽事             | 公開賽級別 | 項目     | 成績   |
| ------ | ---------------- | ---------- | -------- | ------ |
| 2009年 | 越南羽毛球大獎賽 | 大獎賽     | 女子單打 | 準決賽 |

| 2007-2017年 | 首要超級賽 | 超級賽 | 黃金大獎賽 | 大獎賽 | 國際挑戰賽 | 國際系列賽 | 未來系列賽 | 其他 |

| 2018-2026年 | 總決賽 | 超級1000賽 | 超級750賽 | 超級500賽 | 超級300賽 | 超級100賽 | 國際挑戰賽 | 國際系列賽 | 未來系列賽 | 其他 |

### 奧運會和世錦賽參賽紀錄
|          | 2008 |
| -------- | ---- |
| 女子單打 | 32強 |